# Danny Barrett
Danny Barrett (23 de março de 1990) é um jogador de rugby sevens estadunidense.

## Carreira
Danny Barrett integrou o elenco da Seleção Estados Unidos de Rúgbi de Sevens, na Rio 2016, que foi 9º colocada.